# Notopleura nepokroeffiae
Notopleura nepokroeffiae är en måreväxtart som beskrevs av Charlotte M. Taylor. Notopleura nepokroeffiae ingår i släktet Notopleura och familjen måreväxter. Inga underarter finns listade i Catalogue of Life.